# Dermatotilexomania
O transtorno de escoriação ou dermatotilexomania é um transtorno obsessivo compulsivo caracterizado pela vontade de causar ou, geralmente, agravar lesões da própria pele por razões não cosméticas.
Esse transtorno em si prevalece em 1,4% da vida adulta e mais em mulheres do que homens.
O comportamento de escoriação da pele é na maioria das vezes crônico e quando grave pode resultar em desfiguração física, intervenção clínica e/ou cirúrgica e sepse. A escoriação da pele geralmente começa na adolescência e na maioria das vezes vem acompanhada de outro transtorno como o transtorno depressivo maior ou o transtorno obsessivo-compulsivo (TOC). Os pacientes da dermatotilexomania tentam imensas vezes parar ou diminuir o ato mas não conseguem.

## Causas
A causa deste distúrbio é desconhecida. Alguns psicólogos estudam a teoria de que o transtorno de escoriação é um mecanismo de defesa que os adolescentes e jovens adultos desenvolvem após uma infância conturbada, resultada do autoritarismo dos pais.

## Sintomas
Os episódios do transtorno de escoriação são geralmente precedidos por tensão, ansiedade e tédio e sucedidos por sensações de prazer, gratificação e alívio. Uma pessoa que sofre de dermatotilexomania geralmente sente constrangimento, vergonha e/ou culpa após se auto lesionar e em sua maioria evitam esse comportamento quando em público.

## Tratamento
O tratamento para o transtorno é realizado através de terapia cognitivo-comportamental e psicofármacos, tais como acetilcisteína e inibidores seletivos de recaptação de serotonina.

## Diagnóstico
A quinta edição do Manual de Diagnóstico e Estatístico de Transtornos Mentais (DSM-5) propõe que os seguintes sintomas precisam estar presentes há pelo menos duas semanas para que um diagnóstico seja feito pelo profissional de saúde:
1. Machucar a pele de forma recorrente, resultando em ferimentos.
2. Tentativas repetidas de reduzir ou parar o comportamento de arranhar a pele.
3. O ato de machucar a pele causa sofrimento significativo ou prejuízo no funcionamento social, profissional ou em outras áreas importantes da vida do indivíduo.
4. O ato de machucar a não se deve aos efeitos fisiológicos de uma substância (p. ex., cocaína) ou a outra condição médica (p. ex., eczema).
5. O ato de machucar a pele não é mais bem explicado pelos sintomas de outro transtorno mental (p. ex., delírios ou alucinações táteis em um transtorno psicótico, tentativas de melhorar um defeito ou falha percebida na aparência no transtorno dismórfico corporal, estereotipias no transtorno de movimento estereotipado ou intenção de causar danos a si mesmo na autolesão não suicida).

O transtorno de escoriação é frequentemente confundido com o transtorno dismórfico corporal (TDC) porém os critérios diagnósticos destacam o fato de que as pessoas portadoras do TDC escoriam a pele por preocupações com a própria aparência.